# Ребенлихт
Ребенлихтер је фењер направљен од јесење репе који се традиционално прави у деловима немачког говорног подручја Швајцаске. У средњем веку, репа је у основној исхрани заузимала исто место као и кромпир данас. За обележавање бербе последњег рода у новембру, деца у разним швајцарским кантонима праве такве лампионе.

## Порекло и производња
Данас је репа изгубила значај као основна исхрани. Светла су урезана од репа. Да би се направио Ребенлихт, прво се репа издубљује кашиком, а затим оштрим ножем уклањају љубичаста кожа. Главне теме које се традиционално користе су сунце, месец и звезде, о којима се такође пева у песмама.

Традиционална парада по свему судећи датира још од средине 19. века. века. У општиниРихтерсвил  кажу да су прве параде одржане око 1860. године. Раније су ови фењери користили појединци да би нашли пут у мраку до вечерње службе.